# Cantone di Les Coteaux
Il Cantone di Les Coteaux è una divisione amministrativa dell'arrondissement di Tarbes.
È stato costituito a seguito della riforma approvata con decreto del 25 febbraio 2014, che ha avuto attuazione dopo le elezioni dipartimentali del 2015.

## Composizione
Comprende i seguenti 77 comuni:
- Antin
- Aries-Espénan
- Aubarède
- Barthe
- Bazordan
- Bernadets-Debat
- Betbèze
- Betpouy
- Bonnefont
- Bouilh-Péreuilh
- Boulin
- Bugard
- Cabanac
- Campuzan
- Castelnau-Magnoac
- Castelvieilh
- Castéra-Lou
- Casterets
- Caubous
- Chelle-Debat
- Cizos
- Collongues
- Coussan
- Devèze
- Dours
- Estampures
- Fontrailles
- Fréchède
- Gaussan
- Gonez
- Guizerix
- Hachan
- Hourc
- Jacque
- Lalanne
- Lalanne-Trie
- Lamarque-Rustaing
- Lansac
- Lapeyre
- Laran
- Larroque
- Laslades
- Lassales
- Lizos
- Louit
- Lubret-Saint-Luc
- Luby-Betmont
- Lustar
- Marquerie
- Marseillan
- Mazerolles
- Monléon-Magnoac
- Monlong
- Mun
- Oléac-Debat
- Organ
- Osmets
- Peyret-Saint-André
- Peyriguère
- Pouy
- Pouyastruc
- Puntous
- Puydarrieux
- Sabalos
- Sadournin
- Sariac-Magnoac
- Sère-Rustaing
- Soréac
- Souyeaux
- Thermes-Magnoac
- Thuy
- Tournous-Darré
- Trie-sur-Baïse
- Vidou
- Vieuzos
- Villembits
- Villemur